# میرا سایال
میرا سایال (انگلیسی: Meera Syal؛ زادهٔ ۲۷ ژوئن ۱۹۶۱) هنرپیشه، فیلم‌نامه‌نویس، تهیه‌کننده و رمان‌نویس اهل بریتانیا است. وی از سال ۱۹۸۳ میلادی تاکنون مشغول فعالیت بوده‌است.

## فیلم‌شناسی
- چیز زیبا (۱۹۹۶)
- تک‌گویی‌های واژن (۲۰۰۱)
- فکر می‌کنی کی هستی؟ (۲۰۰۶)
- زوم برابر زوم (۲۰۰۷)
- شهر هالبی (۲۰۰۹)
- سری ۵ (دکتر هو) (۲۰۱۰)